# Оредеж
Оредеж (рус. Оредеж; фин. Ortešjoki) река је на северозападу европског дела Руске Федерације која целом дужином свог тока протиче преко југозападних делова Лењинградске области (преко Волосовског, Гатчињског и Лушког рејона). Десна је притока реке Луга и део басена Финског залива Балтичког мора.

## Географско-хидролошке карактеристике
Река Оредеж свој ток започиње као отока Кјурљевског језера на крајњем истоку Волосовског рејона, а цело подручје око њеног изворишта налази се на листи регионалних споменика природе Лењинградске области под именом Извориште реке Оредеж код места Донцо. У почетку тече ка југу и након неколико километара тока, узводно од села Чикино скреће ка истоку. На том делу тока пролази кроз варошице Сиверски и Вирица на подручју Гатчињског рејона. Низводно од Вирице нагло скреће ка југу и на том делу тока прима своју највећу леву притоку, реку Сујду. Даље тече преко територије Лушког рејона где код села Милодеж скреће ка југу. Улива се у реку Лугу као њена десна притока код села Плоскоје. Њен ток има облик обрнутог ћириличног слова С.
Укупна дужина водотока је 192 km, док је површина сливног подручја око 3.220 km². Просечна ширина корита је између 25 и 30 метара, док је просечна дубина између 1,5 и 2 метра. У горњем делу тока протиче кроз крашко подручје, а крашке стене и остаци некадашњих хидроелектрана регулишу њен ток у том делу, док је у доњем делу тока знатно шира и дубља, па самим тим и пловна за мање бродове. Река је под ледом од краја новембра до средине априла. Просечан проток на 36 km узводно од ушћа је 20 m³/s. По свом хемијском саставу вода Оредежа је богата једињењима калцијум бикарбоната, благо је алкална са минерализацијом од 180 до 280 мг/л. Степен обојености варира од 55° до 152°, просечна брзина тока је у просеку око 0,1 м/с, док је прозрачност воде доста велика, посебно у горњем делу тока где износи и преко 3,5 метара.
У горњем делу тока, код села Дајмишче дуж њених обала су јасно изражени црвени пешчари девонске старости који се често налазе на разгледницама из тог подручја. У том делу тока обале су релативно високе и неретко, док је једна обала доста стрма, супротна је готово хоризонтална са нивоом реке. Код села Грјазно у кориту реке се налазе бројне стене. Обале су доста ниже у средњем делу тока, док се у доњем делу тока доста шири и протиче кроз бројна мања језера (Антоново, Дорогањ и Хвојлово).
Њене најважније притоке су Сујда, Кременка и Тјосова.

## Историја
Оредеж се у писаним изворима први пут помиње 1240. године као река на подручју Новгородске републике. Током средњег века реком се обављао веома жив саобраћај и њоме су пролазиле бројне мање трговачке шајке, док се од XVIII, па до прве половине 20. века реком обављао сплавски пренос дрвета.
Године 1948. у горњем делу тока Оредежа саграђена је каскада од четири мање хидроелектране: Дајмишченска, Рожденствењска, Сиверска и белогорска. Касније су дограђене и Виричка и Нижњеоредешка хидроелектрана, а све хидроелектране су са радом престале 1793. године.
Подручје око реке код насеља Белогорка налази се на листи заштићених геолошких споменика природе као Девонске стене на Оредежу код Белогорке (рус. Обнажения девона на реке Оредеж у посёлка Белогорка). На њеним обалама се налазе и остаци старог средњовековног града Надбеље.
У горњем делу тока планирано је да се на површини од 154 хектара оснује заштићено природно подручје Горњи Оредеж површине.